# Самкх'я
Самкх'я або санкх'я (санскр. सांख्य, IAST: sāṃkhya IAST — «перелік») — одна з шести ортодоксальних шкіл класичної індійської філософії. Традиційно засновником школи самкх'я вважається мудрець Капіла, хоча історично це підтвердити неможливо. Самкх'я одна з найстаріших філософських шкіл в Індії.
Самкх'я належить до тих індійських філософських систем, які називають ортодоксальними (астіка), оскільки вони визнають авторитет Вед. Основний текст цієї школи Самкх'я-каріка написаний Ішвара Крішною приблизно в 200 році. В наші часи школа самкх'я не існує в чистому вигляді, хоча її вплив зберігається в школах йоги та веданти.
Санкх'я належить до дуалістичних філософських систем. Вона розглядає Всесвіт як взаємодію двох першооснов: пуруші (свідомості) та пракріті (матеріальних явищ). Пракріті роздвоюється на живе та неживе. З другого боку, пуруша розпадається на безліч індивідуальних одиниць свідомості джива, що зливаються з тілами й розумом живої частини пракріті.

## Епістемологія
Самкх'я стверджує, що будь-яке знання можливе через три прамани (засоби пізнання істини): пряме чуттєве сприйняття, логічні висновки та словесне свідчення. Існує два види сприйняття: нерозпізнане та розпізнане. Нерозпізнані сприйняття є просто враженнями, без розуміння. Вони не відкривають знання форми чи назви об'єкта, а лише дають усвідомлення того, що об'єкт існує. Об'єкт пізнається, але не розпізнається.
Наприклад, початкові відчуття дитини сповнені вражень. Від органів чуття поступає багато даних, але вони незрозумілі зовсім, або ледь-ледь зрозумілі. Тому їх не можна розрізнити й назвати. Більшість із цих сприйнять нерозпізнані.
Розпізнані сприйняття зрілі, правильно розрізнені й класифіковані. Коли сприйняття класифіковані, категоризовані і правильно інтерпретовані, вони стають розпізнаними, визначеними. Вони можуть привести до ідентифікації і створювати знання.

## Метафізика

### Онтологія
Самкх'я розділяє всі об'єкти на дві категорії: пурушу та пракріті, між якими існує тісний дуальний взаємозв'язок.

#### Пуруша
Пуруша це трансцендентне я або чиста свідомість. Вона абсолютна, незалежна, вільна, невидима, принципово непізнана, понад будь-який досвід і будь-яке словесне пояснення. Пуруша не створюється і не творить. На відміну від адвайта-веданти і, як пурва-міманса, самкх'я вірить у плюральність пуруші.

#### Пракріті
Пракріті є першопричиною Всесвіту, усього крім пуруші, що не має причини. Вона відповідає за все фізичне, матерію і сили. Оскільки вона є першопричиною (таттва) всесвіту, її називають прадхана, але оскільки це несвідомий і нерозумний принцип, її також називають джада. Вона складається із трьох суттєвих характеристик (тригун):
- саттва — витонченість, легкість, світло, радість
- раджас — активність, збудження, біль
- тамас — грубість, важкість, перешкода, бруд

Усі фізичні явища та події вважаються проявами еволюції пракріті як першооснови. Кожна розумна істота є пурушею, безмежною, незв'язаною фізичним тілом. Самсара чи зв'язок виникає тоді, коли пуруша не має розпізнаного знання, тож не розуміє власної ідентичності, вважаючи себе земним тілом, яке є, власне, тільки розвинута форма пракріті. Дух звільняється тоді, коли отримує розпізнане знання про різницю між свідомою пурушею та несвідомою пракріті.

#### Ішвара (бог-творець)
«Самкх'яправачана-сутра» стверджує, що в цій системі нема місця для бога-творця. Стверджується також, що існування Ішвари не може бути доведеним, а, отже, гіпотеза про його існування несправедлива, а також те, що незмінний Ішвара як причина, не може бути джерелом для змінного світу як наслідку. Майже всі сучасні вчені сходяться на думці, що концепція Ішвари була включена у світогляд атеїстичної самкх'ї тільки після того, як вона почала асоціюватися зі школами філософії йога, пасупата і бгаґавата. Ця теїстична самкх'я описана в Магабгараті, Пуранах та Бгаґавад-ґіті.

### Природа дуальності
Самкх'я визнає тільки дві першооснови: пракріті та пурушу. Пракріті єдина, а пуруша плюралістична. Нерозумна, вічна, активна, безпричинна, незбагнення пракріті — єдине джерело об'єктів світу, які неявно і потенціально містяться в ній. Пуруша вважається розумною першоосновою, пасивним споживачем, тоді як пракріті є споживаним. Самкх'я вважає, що пуруша не може розглядатися джерелом неживого світу, бо розумна першооснова не може перетворитися в нерозумне. Це плюралістичний спіритуалізм, атеїстичний реалізм і безкомпромісний дуалізм.

### Теорія існування
Санкх'я ґрунтується на саткар'яваді. За принципом саткар'явади, наслідок існує в причині. Причина й наслідок бачаться як різні часові аспекти однієї речі. Наслідок латентний в причині, яка є зародком наслідку.
Система санкх'я — виразник еволюційної теорії матерії, яка починається як початкова досвітова, первинна матерія. Еволюціонуючи, пракріті перетворюється в різноманітність об'єктів. На зміну стадії еволюції приходить стадія руйнування, на якій всі об'єкти світу зливаються знову в первинну пракріті. Цикли розвитку та руйнування змінюють один одного.

#### Двадцять чотири принципи
Самкх'я вважає пракріті джерелом становлення світу. Її чиста потенціальність розвивається і розкривається як двадцять чотири принципи (таттва). Розвиток можливий тому, що пракріті завжди є станом, складові частини якого протистоять одна одній. Ці складові частини: саттва — рівновага, раджас — розширення, активність, тамас — інерція, опір дії.

### Мокша
Як і інші головні системи індійської філософії санкх'я вважає незнання причиною зв'язку зі світом та страждань (самсари). Пуруша вічна, чиста свідомість. Через незнання вона ідентифікує себе із фізичним тілом та його складниками, що є продуктами розвитку пракріті. Звільнившись від неправильного самоусвідомлення та матеріальних пут, людина досягає мокші.
Погляди щодо того, що відбувається з душею після звільнення дуже сильно різняться у великому різномаїтті вчень індуїстських релігійних сект, які використовують світогляд школи санкх'я.